# SCADA

SCADA SCREENSHOT

SCADA (viết tắt tiếng Anh: Supervisory Control And Data Acquisition) hiểu theo nghĩa truyền thống là một hệ thống điều khiển giám sát và thu thập dữ liệu. Nhằm hỗ trợ con người trong quá trình giám sát và điều khiển từ xa.
Tuy nhiên, trong thực tế có một số hệ thống vẫn thường được gọi là SCADA, mặc dù những hệ thống này chỉ thực hiện duy nhất một chức năng là thu thập dữ liệu.

## Các thành phần của hệ thống
Cấu trúc một hệ SCADA có các thành phần cơ bản sau (hình 1):
- Trạm điều khiển giám sát trung tâm: là một hay nhiều máy chủ trung tâm (central host computer server).
- Trạm thu thập dữ liệu trung gian: Là các khối thiết bị vào ra đầu cuối từ xa RTU (Remote Terminal Units) hoặc là các khối điều khiển logic khả trình PLC (Programmable Logic Controllers) có chức năng giao tiếp với các thiết bị chấp hành (cảm biến cấp trường, các hộp điều khiển đóng cắt và các van chấp hành...).
- Hệ thống truyền thông: bao gồm các mạng truyền thông công nghiệp, các thiết bị viễn thông và các thiết bị chuyển đổi dồn kênh có chức năng truyền dữ liệu cấp trường đến các khối điều khiển và máy chủ
- Giao diện người - máy HMI (Human - Machine Interface): Là các thiết bị hiển thị quá trình xử lý dữ liệu để người vận hành điều khiển các quá trình hoạt động của hệ thống.

## Cơ chế thu thập dữ liệu

SCADA concept

Trong hệ SCADA, quá trình thu thập dữ liệu được thực hiện trước tiên ở quá trình các RTU quét thông tin có được từ các thiết bị chấp hành nối với chúng. Thời gian để thực thi nhiệm vụ này được gọi là thời gian quét bên trong. Các máy chủ quét các RTU (với tốc độ chậm hơn) để thu thập dữ liệu từ các RTU này.
Để điều khiển, các máy chủ sẽ gửi tín hiệu yêu cầu xuống các RTU, từ đó cho phép các RTU gửi tín hiệu điều khiển trực tiếp xuống các thiết bị chấp hành thực thi nhiệm vụ.

## Xử lý dữ liệu
Dữ liệu truyền tải trong hệ SCADA có thể là dạng liên tục (analog), dạng số (digital) hay dạng xung (pulse).
Dữ liệu truyền tải trong hệ SCADA thể hiện chỉ dưới dạng số gọi là trường Dữ liệu (data field). Dữ liệu dạng số này được hình thành từ các dạng tín hiệu logic (on/off), tín hiệu analog dòng/áp, tín hiệu xung tốc độ cao,....
Giao diện cơ sở để vận hành tại các thiết bị đầu cuối là một màn hình giao diện đồ họa GUI (Graphical User Interface) dùng để hiển thị toàn bộ hệ thống điều khiển giám sát hoặc các thiết bị trong hệ thống. Tại một thời điểm, dữ liệu được hiện thị dưới dạng hình ảnh tĩnh, khi dữ liệu thay đổi thì hình ảnh này cũng thay đổi theo.
Trong trường hợp dữ liệu của hệ thống biến đổi liên tục theo thời gian, hệ SCADA thường hiện thị quá trình thay đổi dữ liệu này trên màn hình giao diện đồ họa (GUI) dưới dạng đồ thị.
Một ưu điểm lớn của hệ SCADA là khả năng xử lý lỗi rất thành công khi hệ thống xảy ra sự cố. Nhìn chung, khi có sự cố hệ SCADA có thể lựa chọn một trong các cách xử lý sau:
•	Sử dụng dữ liệu cất giữ trong các RTU: trong các hệ SCADA có các RTU có dung lượng bộ nhớ lớn, khi hệ thống hoạt động ổn định dữ liệu sẽ được sao lưu vào trong bộ nhớ của RTU. Do đó, khi hệ thống xảy ra lỗi thì các RTU sẽ sử dụng tạm dữ liệu này cho đến khi hệ thống hoạt động trở lại bình thường.
•	Sử dụng các phần cứng dự phòng của hệ thống: hầu hết các hệ SCADA đều được thiết kế thêm các bộ phận dự phòng, ví dụ như hệ thống truyền thông hai đường truyền, các RTU đôi hoặc hai máy chủ...do vậy, các bộ phận dự phòng này sẽ được đưa vào sử dụng khi hệ SCADA có sự cố hoặc hoạt động offline (có thể cho mục đích bảo dưỡng, sửa chữa, kiểm tra...).

## Xu hướng phát triển của SCADA
Xu hướng phát triển của các PLC và phần mềm HMI/SCADA là ngày càng trở nên "mix and match" (tạm dịch là lựa chọn và kết nối khác nhau nhưng đều hỗ trợ cho nhau để tạo thành một chỉnh thể thống nhất).
Vào những giữa thập niên 90 của thế kỉ trước, do sử dụng các thiết bị vào/ra (I/O) thu thập dữ liệu cũ, nên khi kết nối sẽ ưu tiên sử dụng các chuẩn kết nối phù hợp với khoảng cách truyền dẫn như RS-485, tuy nhiên điều này lại hạn chế việc lựa chọn thiết bị khi yêu cấu thay đổi.
Do nhược điểm nêu trên mà đến cuối những năm 90, xu hướng dịch chuyển sang sử dụng các chuẩn truyền thông mở như IEC870-5-101/104 và DNP 3.0 đã ngày càng phổ biến trong việc sản xuất các thiết bị cũng như các nhà cung cấp giải pháp cho các hệ SCADA.
Đến năm 2000 thì hầu hết các nhà sản xuất thiết bị vào/ra dữ liệu đã đồng loạt chuyển sang giao thức mở như Modicon Modbus dựa trên chuẩn TCP/IP.
Hiện nay, các hệ SCADA đang trong xu hướng dịch chuyển sang công nghệ chuẩn truyền thông. Ethernet và TCP/IP là các chuẩn cơ bản đang dần thay thế các chuẩn cũ hơn.
Theo nhà cung cấp giải pháp tự động hóa và thông tin phần mềm Wonderware và công ty tự động hóa Rockwell thế hệ tiếp theo có thể là chuẩn OPC-UA, do có nhiêu ưu điểm từ việc hỗ trợ của công nghệ thông tin do sử dụng ngôn ngữ XML (Extensible Markup Language), các dịch vụ web và các công nghệ web hiện đại khác.